# 山王信号场

山王信號場（日语：／ Sannō eki */?）是位於日本名古屋市中川區露橋一丁目的東海旅客鐵道（JR東海）中央本線線路所。

## 历史
- 1962年（昭和3745年）10月10日：開業。
- 1987年（昭和62年）4月1日：國鐵分割民營化，成為東海旅客鐵道的一個車站。

## 相鄰車站
東日本旅客鐵道
■中央本線
金山－（山王信號場）－名古屋